# 朝潮太郎 (2代)
朝潮 太郎（あさしお たろう、1879年4月19日 - 1961年4月30日）は、愛媛県新居郡（現西条市）出身の大相撲力士。本名は薦田 長吉（後に坪井）。最高位は大関。身長176cm、体重113kg。高砂部屋→佐ノ山→高砂部屋に所属した。

## 人物
20歳の時には、体重の3倍近い荷物を持ち上げる怪力であり、初代朝汐の佐ノ山に勧誘された。しかし、父が反対しすぐには入門できなかった。
父が亡くなると入門、1901年5月に新序出世、四股名は朝嵐長太郎。1906年1月場所、新十両。1907年1月場所、新入幕。1909年1月場所、小結。1910年1月場所6日目、大関國見山との対戦で、下手投げを打った際、國見山の右膝が脱臼、気付いた朝嵐はそのまま組み止めた。当然勝負検査役も気付いて水入り、土俵下で控えていた横綱常陸山の提案により痛み分けとなり「情けの八百長」と評判になった。
小結に昇進してから一時低迷したが、1910年6月場所、関脇になり朝汐太郎の名を継承。1912年5月場所より、「汐」を「潮」に書き換え。1913年10月22日に高砂襲名が内定していた6代二十山が死去すると高砂部屋の後継者候補として名前が挙がるが、当時まだ平幕であった綾川が対抗馬として名乗りを挙げた。この後継者争いは一門の親方衆、力士、行司をも含めて部屋を真っ二つに割り、裁判沙汰の大騒動となった。綾川派は「朝潮は金に困った佐ノ山によって友綱に売り飛ばされており、所属が高砂にない」とまで主張した。実際はそれを聞いて慌てた2代高砂が買い戻しており、証拠の領収書まで裁判に提出されている。結局年寄髙砂は朝潮が二枚鑑札で襲名するに至った。後年朝潮は友綱から帰属を買い戻された経緯から「自分は幸せな男だった」と述懐している。1914年6月場所では当時無敵を誇った太刀山と右四つの相撲。この一戦が評価され、1915年1月場所、大関。絶好調だった1915年6月場所には、途中休場してしまうなど目立った活躍はなく、1919年5月場所を最後に引退。
右を差せば無類の強さを発揮し、「右差し五万石」と呼ばれた。
7代東関から弟子を譲ってもらったことも手伝ってか、横綱男女ノ川や前田山を育てるなど弟子育成で成果を上げた。協会取締の重責も担ったが1932年の春秋園事件の責任を取って取締を辞した。1941年12月、前田山に部屋を譲って廃業。しかし1950年に開催された前田山の断髪式では師匠として止め鋏を入れている。協会を離れて以降は悠々自適の生活であったと伝わる。1961年4月30日、82歳で没。

## その他
- 古武士を思わせる風貌に豪放磊落な性格で、「最も男性的な大関」との声も多かった[3]。
- あかぢ銀行の頭取渡辺治右衛門が贔屓としていた。金の威勢で呼びつけたが応じなかった朝潮に惚れ込んだ。
- 博打好きで金庫を抱え博打を打っていた。巡業中に監視役であった綾川に注意され、巡業を放棄する騒ぎになり協会幹部も説得に駆け付けたこともあった。
- 猪鍋やチャンバラ映画が好きであった。猪鍋は弟子には食べさせず一人で食べていた。
- 協会取締時代も身長180cm、体重120kgの堂々とした体躯で貫禄十分であったが、晩年は痩せていた。
- 廃業後は茨城県真壁郡協和村に隠居していた。亡くなる前年の1960年に小島貞二がインタビューに訪れている。

## 成績
- 通算37場所 111勝67敗66休26分7預、勝率.624[5]
- 幕内26場所 98勝64敗25分7預66休、勝率.605

### 場所別成績
| 1901年 （明治34年） | x                        | （前相撲）                       |
| 1902年 （明治35年） | 東序ノ口22枚目 –         | 西序二段33枚目 –                 |
| 1903年 （明治36年） | 東三段目66枚目 –         | 東三段目45枚目 –                 |
| 1904年 （明治37年） | 西三段目24枚目 –         | 東幕下46枚目 –                   |
| 1905年 （明治38年） | 東幕下21枚目 –           | 東幕下6枚目 1–0 1預 （対十両戦） |
| 1906年 （明治39年） | 東十両8枚目 6–1 1分      | 東十両筆頭 7–2                   |
| 1907年 （明治40年） | 西前頭8枚目 4–4–1 1分    | 西前頭5枚目 4–2–1 3分            |
| 1908年 （明治41年） | 東前頭2枚目 4–3–1 1分1預 | 東前頭筆頭 5–3–1 1分             |
| 1909年 （明治42年） | 東小結 3–4–1 1分1預      | 東小結 5–3–2                     |
| 1910年 （明治43年） | 東小結 4–3 2分1預        | 東関脇 6–2 2分                   |
| 1911年 （明治44年） | 東関脇 2–6 2分           | 東前頭3枚目 3–7                  |
| 1912年 （明治45年） | 西前頭11枚目 6–2 2分     | 東前頭筆頭 6–1 3分               |
| 1913年 （大正2年） | 東関脇 3–3–4             | 東前頭筆頭 5–3 2分               |
| 1914年 （大正3年） | 西関脇 6–3–1             | 東関脇 4–2 1分3預                |
| 1915年 （大正4年） | 東張出大関 0–1–8 1分     | 西張出大関 7–1–2                 |
| 1916年 （大正5年） | 西大関 0–0–10            | 西張出大関 5–1–4                 |
| 1917年 （大正6年） | 東大関 0–1–9             | 東張出大関 6–3 1分               |
| 1918年 （大正7年） | 西大関 0–0–10            | 西張出大関 6–2–1 1預             |
| 1919年 （大正8年） | 西大関 3–2–5             | 西張出大関 引退 1–2–7            |
| 各欄の数字は、「勝ち-負け-休場」を示す。 優勝 引退 休場 十両 幕下 三賞：敢=敢闘賞、殊=殊勲賞、技=技能賞 その他：★=金星 番付階級：幕内 - 十両 - 幕下 - 三段目 - 序二段 - 序ノ口 幕内序列：横綱 - 大関 - 関脇 - 小結 - 前頭（「#数字」は各位内の序列） |                          |                                  |

- 幕下以下の地位は小島貞二コレクションの番付実物画像による。また当時の幕下以下の星取や勝敗数等の記録については2024年現在相撲レファレンス等のデータベースに登録がないため、幕下以下の勝敗数等は暫定的に対十両戦の分のみを示す。